# Tryphon armatus
Tryphon armatus là một loài tò vò trong họ Ichneumonidae.